# Młynek (Tomaszów Mazowiecki)
Pour les articles homonymes, voir Młynek.
Młynek est une localité polonaise de la gmina d'Ujazd, située dans le powiat de Tomaszów Mazowiecki en voïvodie de Łódź.